# Mônica Sette Lopes
Mônica Sette Lopes (?) é uma magistrada trabalhista e jurista brasileira.
Foi juíza titular da 12ª Vara do Trabalho de Belo Horizonte e é professora da Faculdade de Direito da UFMG. Filósofa e pesquisadora de direito, Mônica Sette Lopes leciona história e filosofia do Direito, Teoria do Método Jurídico e Teoria da Justiça. Além da exemplar formação zetética e dogmática,  estuda violão e formação vocal, inspirações para sua obra Uma Metáfora: Música e Direito (LTr, 2006). Além dessa obra, ela escreveu A convenção coletiva e sua força vinculante (LTr, 1998) e A eqüidade e os poderes do juiz (Del Rey, 1993). A professora integra o conselho fiscal da ABRAFI - Associação Brasileira de Filosofia e Sociologia do Direito. 
Atualmente foi nomeada e tomou posse como Desembargadora Federal do TRT da 3ª Região, atuando na 9ª Turma daquele Tribunal.